# Seleção Tajique de Futebol
A Seleção Tajique de Futebol (em tajique:  Тими миллии футболи Тоҷикистон; em persa: تیم ملی فوتبال تاجیکستان) representa o Tajiquistão nas competições de futebol da FIFA. Após a fragmentação da União Soviética, cada novo país montou sua seleção, e o Tajiquistão fê-lo em 1992, fazendo sua primeira partida no mesmo ano, contra o Uzbequistão. A partida, realizada em Duchambe, terminou em empate por 2 a 2.
A maior vitória dos tajiques foi 16-0 sobre Guam. Já a sua pior derrota se deu contra o Japão, por 8-0.

## Desempenho em Copas
- 1930 a 1990: Não participou, era parte da URSS.
- 1994: Inscrição não-permitida pela FIFA.
- 1998 a 2022: Não se classificou.

## Desempenho na Copa da Ásia
- 1992: Inscrição não-permitida.
- 1996 a 2004: Não se classificou.
- 2007: Inscrição não-permitida.
- 2011 a 2019: Não se classificou.
- 2023: quartas de final

## Desempenho na AFC Challenge Cup
- 2006: Campeão.
- 2008: Vice-campeão.
- 2010: Terceiro lugar.
- 2012: Primeira fase.
- 2014: Não se classificou.

## Recordes
- Atualizado até 17 de junho de 2023[2]

Jogadores em negrito ainda em atividade pela Seleção Tajique.
| # | Jogador              | Partidas | Gols | Em atividade  |
| - | -------------------- | -------- | ---- | ------------- |
| 1 | Akhtam Nazarov       | 74       | 5    | 2012–presente |
| 2 | Davron Erghashev     | 72       | 8    | 2008–presente |
| 3 | Fatkhullo Fatkhuloev | 71       | 10   | 2007–2019     |
| 4 | Dilshod Vasiev       | 52       | 9    | 2007–2017     |
| 5 | Nuriddin Davronov    | 51       | 9    | 2008–presente |
| 5 | Manuchekhr Dzhalilov | 51       | 20   | 2011–presente |
| 5 | Amirbek Juraboev     | 51       | 0    | 2014–         |
| 8 | Siyovush Asrorov     | 46       | 0    | 2014–presente |
| 8 | Khurshed Makhmudov   | 46       | 8    | 2004–2016     |
| 8 | Ibrahim Rabimov      | 46       | 7    | 2004–2015     |
| 8 | Eraj Rajabov         | 46       | 0    | 2008–2016     |

| # | Jogador               | Gols | Partidas | Média por jogo | Em atividade  |
| - | --------------------- | ---- | -------- | -------------- | ------------- |
| 1 | Manuchekhr Dzhalilov  | 20   | 51       | 0.39           | 2011–presente |
| 2 | Yusuf Rabiev          | 15   | 40       | 0.38           | 2003–2013     |
| 3 | Numonjon Hakimov      | 13   | 36       | 0.36           | 2003–2011     |
| 4 | Tokhirjon Muminov     | 11   | 27       | 0.41           | 1993–2003     |
| 5 | Fatkhullo Fatkhuloev  | 10   | 71       | 0.14           | 2007–2019     |
| 6 | Nuriddin Davronov     | 9    | 51       | 0.18           | 2008–presente |
| 6 | Dilshod Vasiev        | 9    | 52       | 0.17           | 2006–2015     |
| 8 | Aliyor Ashurmamadov   | 8    | 15       | 0.53           | 1992–2006     |
| 8 | Dzhomikhon Mukhidinov | 8    | 32       | 0.25           | 2003–2010     |
| 8 | Khurshed Makhmudov    | 8    | 46       | 0.17           | 2004–2016     |
| 8 | Davron Erghashev      | 8    | 72       | 0.11           | 2008–presente |

## Treinadores
| #  | Nome                      | Nacionalidade           | Anos no comando                    | Partidas | Vitórias | Empates | Derrotas | Aproveitamento (%) |
| -- | ------------------------- | ----------------------- | ---------------------------------- | -------- | -------- | ------- | -------- | ------------------ |
| 1  | Sharif Nazarov            | Tajiquistão             | 1992–1994                          |          |          |         |          |                    |
| 2  | Vladimir Gulyamkhaydarov  | Tajiquistão             | 1994–1995                          |          |          |         |          |                    |
| 3  | Abdulla Muradov           | Tajiquistão             | 1996                               |          |          |         |          |                    |
| 4  | Zair Babayev              | Tajiquistão             | 1997–1998                          |          |          |         |          |                    |
| 5  | Sharif Nazarov            | Tajiquistão             | 1999                               |          |          |         |          |                    |
| 6  | Salahiddin Ghafurov       | Tajiquistão             | 2000–2002                          |          |          |         |          |                    |
| 7  | Sharif Nazarov            | Tajiquistão             | 2003                               | 9        | 4        | 2       | 2        | 45%                |
| 8  | Zoir Babayev              | Tajiquistão             | 2004                               | 6        | 2        | 1       | 3        | 34%                |
| 9  | Sharif Nazarov            | Tajiquistão             | 2004–2006                          | 11       | 6        | 2       | 3        | 55%                |
| 10 | Makhmadjon Khabibulloev   | Tajiquistão             | 2007                               | 7        | 1        | 3       | 3        | 14%                |
| 11 | Pulod Kodirov             | Tajiquistão             | Janeiro de 2008 – Agosto de 2011   | 17       | 10       | 4       | 3        | 59%                |
| 12 | Alimzhon Rafikov          | /                       | Agosto de 2011 – Fevereiro de 2012 | 5        | 0        | 0       | 5        | 0%                 |
| 13 | Kemal Alispahić           | Bósnia e Herzegovina    | Fevereiro de 2012 – Abril de 2012  | 4        | 1        | 1       | 2        | 25%                |
| 13 | Nikola Kavazović          | Sérvia                  | Setembro de 2012 – Março de 2013   | 5        | 3        | 0       | 2        | 60%                |
| 14 | Mubin Ergashev (interino) | Tajiquistão             | Maio de 2013 – Junho de 2013       | 1        | 1        | 0       | 0        | 100%               |
| 15 | Mukhsin Mukhamadiev       | /                       | Julho de 2013 – Julho de 2015      | 10       | 4        | 1       | 5        | 40%                |
| 16 | Mubin Ergashev            | Tajiquistão             | Julho de 2015 – Março de 2016      | 6        | 1        | 0       | 5        | 16,67%             |
| 17 | Khakim Fuzailov           | Tajiquistão             | Abril de 2016 – Março de 2018      | 15       | 7        | 5       | 3        | 46,67%             |
| 18 | Alisher Tukhtayev         | Tajiquistão             | Março de 2018 – Maio de 2018       |          |          |         |          |                    |
| 19 | Usmon Toshev              | Bandeira do Uzbequistão | Novembro de 2018 – Junho de 2021   |          |          |         |          |                    |